# Sin Fronteras
Sin Fronteras es el octavo álbum de la cantante Valeria Lynch publicado en 1986 con la discográfica RCA Victor, Para muchos fanáticos y seguidores fue unos de los mejores álbumes de su carrera, incluye Famosos temas como "Fuera De Mi Vida", "Y Tu No Estás", "Muñeca Rota", Entre otros

## Historia
luego de que Valeria llegara a la super fama mundial, con su canción Rompecabezas(puzzle) en los Premios Yamaha, se prepara para una nueva grabación de un nuevo Long Play
Con su productor Horacio Lanzi, van a los estudios Down Breaker, graba su noveno LP, que le da al nombre "Sin Fronteras"
Ese nombre lo coloco en honor a la canción homónima de ese disco escrita por su amigo Alberto Plaza
Este Disco salió en muchos países e incluía dos bonus tracks en su versión mexicana: "Rompecabezas" (que ya fue incluida en una reedición del álbum Para Cantarle A La Vida) y "Para no estar triste".
Este álbum llegó a la fama con sus canciones "Ámame en cámara lenta", Fuera De Mi Vida, Muñeca Rota, Y tu No Estás, entre otras

## Lista de Canciones

### Lado A
| N.º | Título                  | Escritor(es)                     | Duración |  |
| 1.  | «La Herencia»           | Horacio Lanzi, Graciela Carballo | 4:07     |  |
| 2.  | «Y Tu No Estás»         | Nano Prado, John Elliot          | 3:18     |  |
| 3.  | «Ámame en cámara lenta» | Paz Martínez, Juanjo Novairra    | 4:07     |  |
| 4.  | «Muñeca Rota»           | Marquito, Héctor Sotelo          | 2:46     |  |
| 5.  | «Fuera de Mi Vida»      | Paz Martínez, Juanjo Novaira     | 3:10     |  |

### Lado B
| N.º | Título                | Escritor(es)                               | Duración |  |
| 1.  | «Corazón De Hielo»    | Horacio Lanzi, Graciela Carballo           | 4:07     |  |
| 2.  | «Igual Te Amo»        | Valeria Lynch, Mario Cortes, Titina Castro | 3:18     |  |
| 3.  | «Solo Por Maldad»     | Horacio Lanzi, Graciela Carballo           | 4:07     |  |
| 4.  | «Sin Fronteras»       | Alberto Plaza                              | 2:46     |  |
| 5.  | «Amor Extrasensorial» | Horacio Lanzi, Graciela Carballo           | 3:10     |  |

## Posicionamiento
| Gráfica (1986–87)                           | Pico de posición |
| ------------------------------------------- | ---------------- |
| Argentina (CAPIF)                           | 1                |
| Estados Unidos (Billboard Latin Pop Albums) | 23               |